# Backlash (2005)
 (août 2016).
Pour les articles homonymes, voir Backlash.
Backlash 2005 est un événement de catch qui s'est déroulé le 1er mai 2005 au Verizon Wireless Arena de Manchester dans le New Hampshire. 

## Déroulement
- Sunday Night Heat match: Tyson Tomko bat Val Venis (5:40)
  - Tomko effectue le tombé sur Venis après un Big Boot.
- Shelton Benjamin bat Chris Jericho pour conserver le WWE Intercontinental Championship (14:31)
  - Benjamin effectue le tombé sur Jericho après avoir contré le Walls of Jericho en roll-up.
- The Hurricane et Rosey gagnent un Tag Team Turmoil match pour remporter le World Tag Team Championship (13:43)
  - Tajiri et William Regal (c) battent The Heart Throbs (Antonio et Romeo) quand Tajiri effectue le tombé sur Antonio après un roll-up. (3:10)
  - Tajiri et William Regal battent Simon Dean et Maven quand Regal effectue le tombé sur Dean après un Regal Knee. (5:54)
  - La Résistance (Robert Conway et Sylvain Grenier) battent Tajiri et William Regal quand Conway effectue le tombé sur Regal après un roll-up. (9:16)
  - The Hurricane et Rosey battent La Résistance quand Hurricane effectue le tombé sur Conway après un Super Hero Splash. (13:43)
- Edge bat Chris Benoit dans un Last Man Standing match (18:47)
  - Edge bat Benoit après l'avoir frappé dans le dos avec une brique, Benoit étant incapable de répondre au compte de dix.
- Kane (avec Lita) bat Viscera (avec Trish Stratus) (6:09)
  - Kane effectue le tombé sur Viscera après un Chokeslam.
  - Après le match, Trish trahit Viscera et celui-ci porte donc un splash sur Trish
- Hulk Hogan et Shawn Michaels battent Muhammad Hassan et Daivari (15:05)
  - Hogan effectue le tombé sur Daivari après deux Sweet Chin Music de Michaels.
- Batista bat Triple H (avec Ric Flair) pour conserver le World Heavyweight Championship (16:26)
  - Batista effectue le tombé sur Triple H après un Batista Bomb.
  - Après le match, Triple H porte un Pedigree sur l'arbitre Mike Chioda.